# Юрай Хватал
Юрай Хватал (словац. Juraj Chvátal, нар. 13 липня 1996, Завод) — словацький футболіст, захисник чеського клубу «Сігма» (Оломоуць) та національної збірної Словаччини.
Виступав також за клуби «Словацко», «Жиліна» та «Подбрезова».
Володар Кубка Чехії.

## Клубна кар'єра
Народився 13 липня 1996 року в місті Завод. Вихованець футбольної школи клубу «Сениця». Дорослу футбольну кар'єру розпочав 2014 року в основній команді того ж клубу, в якій провів один сезон, взявши участь у 31 матчі чемпіонату. 
Протягом 2015 року захищав кольори клубу «Спарта» (Прага).
Своєю грою за останню команду привернув увагу представників тренерського штабу клубу «Словацко», до складу якого приєднався на умовах оренди 2015 року. Відіграв за команду з Угерське-Градіште наступні два сезони своєї ігрової кар'єри.
У 2017 році орендований клубом «Жиліна», у складі якого провів наступний рік своєї кар'єри гравця. Більшість часу, проведеного у складі «Жиліни», був основним гравцем захисту команди.
Протягом 2018—2019 років захищав кольори клубу «Сігма» (Оломоуць).
З 2019 року два сезони захищав кольори клубу «Подбрезова» як орендований гравець. 
До складу клубу «Сігма» (Оломоуць) приєднався 2021 року. Станом на 25 травня 2025 року відіграв за команду з Оломоуця 92 матчі в національному чемпіонаті.

## Виступи за збірні
У 2012 році дебютував у складі юнацької збірної Словаччини (U-17), загалом на юнацькому рівні взяв участь у 10 іграх, відзначившись одним забитим голом.
З 2015 року залучався до складу молодіжної збірної Словаччини. На молодіжному рівні зіграв у 8 офіційних матчах.
У 2022 році дебютував в офіційних матчах у складі національної збірної Словаччини.

## Титули і досягнення
- Володар Кубка Чехії (1):

«Сігма» (Оломоуць): 2024-2025